# Cal Casals (Prats de Lluçanès)
Cal Casals és una obra eclècitca de Prats de Lluçanès (Osona) inclosa a l'Inventari del Patrimoni Arquitectònic de Catalunya.

## Descripció
Edifici de dimensions considerables, estructurat en planta baixa i dos pisos, el principal de major alçada. L'últim pis està rematat amb merlets que recorren la façana donant cert aspecte fortificat. Tota la façana està feta de pedra treballada. A la planta baixa trobem tres grans obertures amb arcs rebaixats A la planta principal veiem dos balcons flanquejant una finestra; les tres obertures tenen pilastres i un petit frontó a mode decoratiu. El segon pis té catorze petites arcades de mitja volta de maó vist. Hi ha moltes obertures però es disposen de forma ordenada de manera que no s'altera el ritme del conjunt.

## Història
Pere Arcs i Serrat va construir l'edifici entre 1883 i 1886 per a fabricar-hi matalassos. La seva millor època fou a principis del segle xx, entre 1910 i 1912, quan comptava amb setanta-cinc treballadors.
La fàbrica es tancà entre 1953 i 1954 tot i que uns anys més tard la comprà Ramon Casals i Sarriera per reobrir les portes amb una trentena de treballadors per produir espardenyes. Aquesta empresa tingué continuïtat fins a la dècada dels anys seixanta.